# Deisendorf
Deisendorf ist ein Ortsteil der Großen Kreisstadt Überlingen im westlichen Bodenseekreis in Baden-Württemberg in Deutschland, etwa drei Kilometer nordöstlich der Überlinger Stadtmitte.

## Geographie
Frei von Durchgangsverkehr hat der Ort bis heute seinen ländlichen Charakter bewahrt. Das Dorf ist Mittelpunkt eines großen Wanderwegenetzes zwischen Überlingen und Salem. Deisendorf liegt inmitten einer hügeligen Moränenlandschaft mit Natur- und Landschaftsschutzgebieten, nur drei Kilometer vom Seeufer entfernt.
Landschaftlich reizvoll wird das ringsum von Wäldern umgebene Deisendorf vom Riedbach durchflossen und ist von mehreren Gewässern – dem großen Königsweiher (Deisendorfer Weiher) im Norden, dem Tiefenwiesenweiher im Nordosten, dem Engenweiher im Osten und einem kleinen Fischweiher im Westen – umgeben.
Deisendorf ist das Endziel des Erkundungspfades St.-Leonhard-Deisendorf im Landschaftspark Überlingen, einem Projekt des NABU, unterstützt vom Naturschutzfonds Baden-Württemberg.
Die Lage des Linzgauortes, inmitten lieblicher Hügellandschaft, ist idealer Ausgangspunkt, sowohl für Wanderungen, als auch für Radtouren, denn Deisendorf ist direkt an das Überlinger Radwegenetz angeschlossen. Insgesamt 240 Kilometer gut ausgebaute und ausführlich beschilderte Wanderwege führen zu lohnenden Zielen und in eine schöne Natur.

## Geschichte
Deisendorf hieß ursprünglich Tyzindorf und wird 972 und 1040 als Besitz der Abtei Meginradescella (Maria-Einsiedeln) in der Schweiz erstmals erwähnt. Damit kann Deisendorf auf eine über 1000-jährige Geschichte zurückblicken.
1402 gehörten dem Heilig-Geist-Spital zu Überlingen drei Viertel des Dorfgerichtes. Im gleichen Jahr wird erstmals die Kirche von Deisendorf erwähnt, das bis 1744 eine eigene Pfarrei hatte.
Von 1469 bis 1811 war Deisendorf Poststation der Österreichischen, später Thurn- und Taxis-Postlinie Stockach-Ravensburg und Wien-Paris – ab 1811 war die Post dann badisch. Die Posthalterei befand sich im Anwesen Wesle, welches bis zu einem Brand in der heutigen Ortsmitte stand. Die von dort nordwestlich abzweigende Postgasse erinnert noch daran.

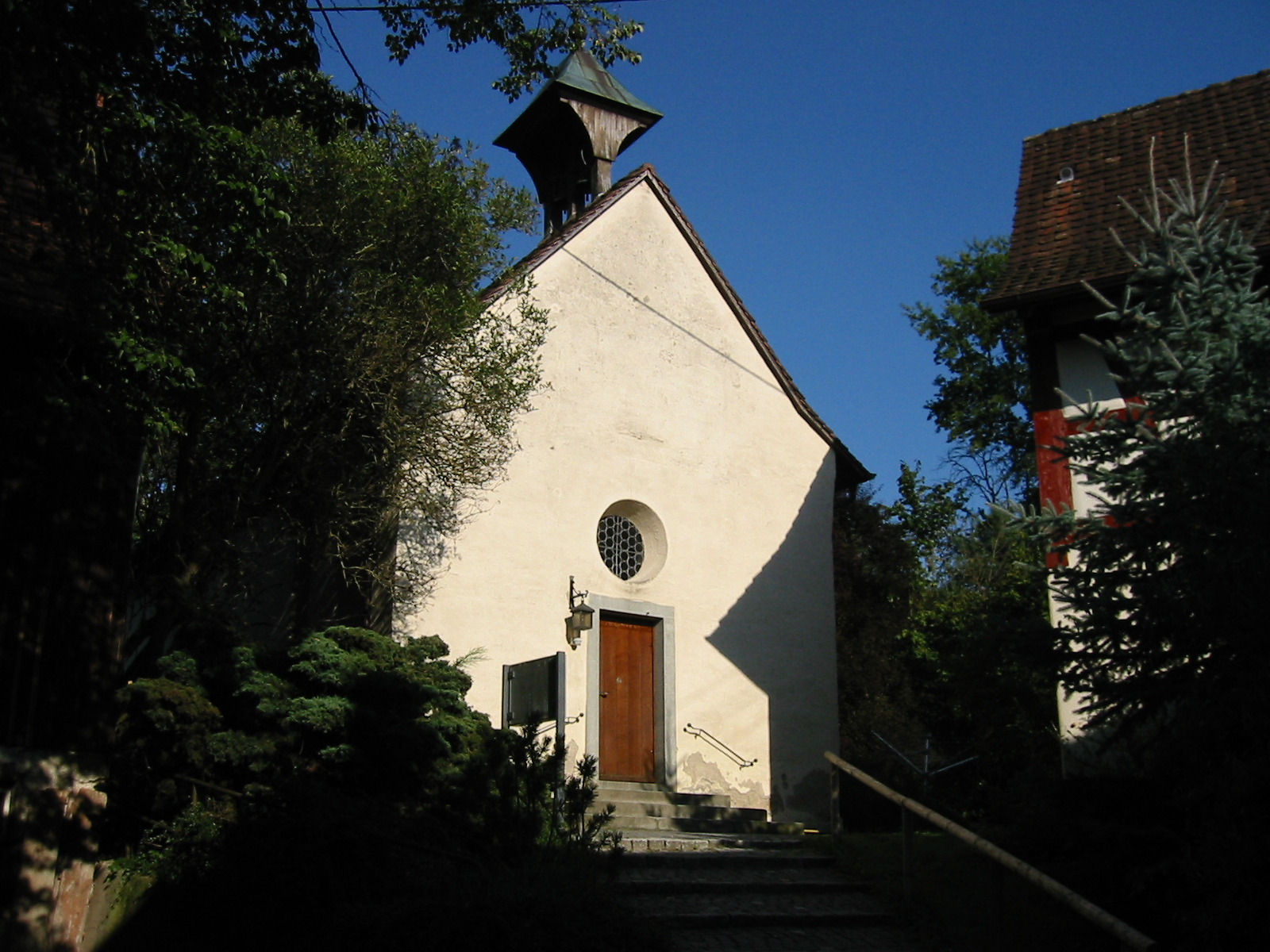
Ortskapelle „St. Andreas“ aus dem 13. Jahrhundert in Deisendorf

Im Krieg 1552 verbrannten Soldaten aus Sachsen das halbe Dorf, und 1634 zündeten schwedische Reiter zwölf Deisendorfer Häuser sowie den Ralzhof und die Ortskapelle St. Andreas an. Die, vermutlich Anfang des 13. Jahrhunderts entstandene Kapelle, wurde wieder aufgebaut, 1666 zusätzlich mit einer kleinen Glocke ausgestattet, und 1684 erfolgte die Weihe des heutigen Altars.
Deisendorf entwickelte sich früh zu einem – für damalige Verhältnisse – überregionalen Bildungsort und hatte schon um 1800 eine Schule. 1819 besuchten 37 Kinder, auch aus Bambergen, Andelshofen und Rengoldshausen, die Deisendorfer Schule, und um 1870 waren es 53 Kinder. Ab 1968 wurden 30 bis 67 Kinder in nur noch 4 Klassenstufen, und ab 1973 nur noch die 3. und 4. Klasse (die 1. und 2. Klasse besuchte die Grundschule in Lippertsreute) an der Grundschule Deisendorf unterrichtet.
Mit dem Übergang an Baden 1857 endete die Zugehörigkeit zum Heilig-Geist-Spital Überlingen, und Deisendorf gehörte fortan zum Bezirksamt Überlingen.

### Religionen
Deisendorf ist überwiegend römisch-katholisch geprägt. In Deisendorf gab es wenigstens seit Anfang des 13. Jahrhunderts eine Ortskapelle, und bis 1744 eine eigene Pfarrei. Seit 1946 sind Deisendorf und Nußdorf zur katholischen Pfarrkuratie Birnau zugehörig und bilden einen gemeinsamen Pfarrgemeinderat. Damit ist die barocke Wallfahrtskirche Birnau, für viele das Wahrzeichen des Bodensees, heute Pfarrkirche von Deisendorf.
Evangelische Christen werden von der Paul-Gerhardt-Gemeinde in Überlingen betreut.

## Politik

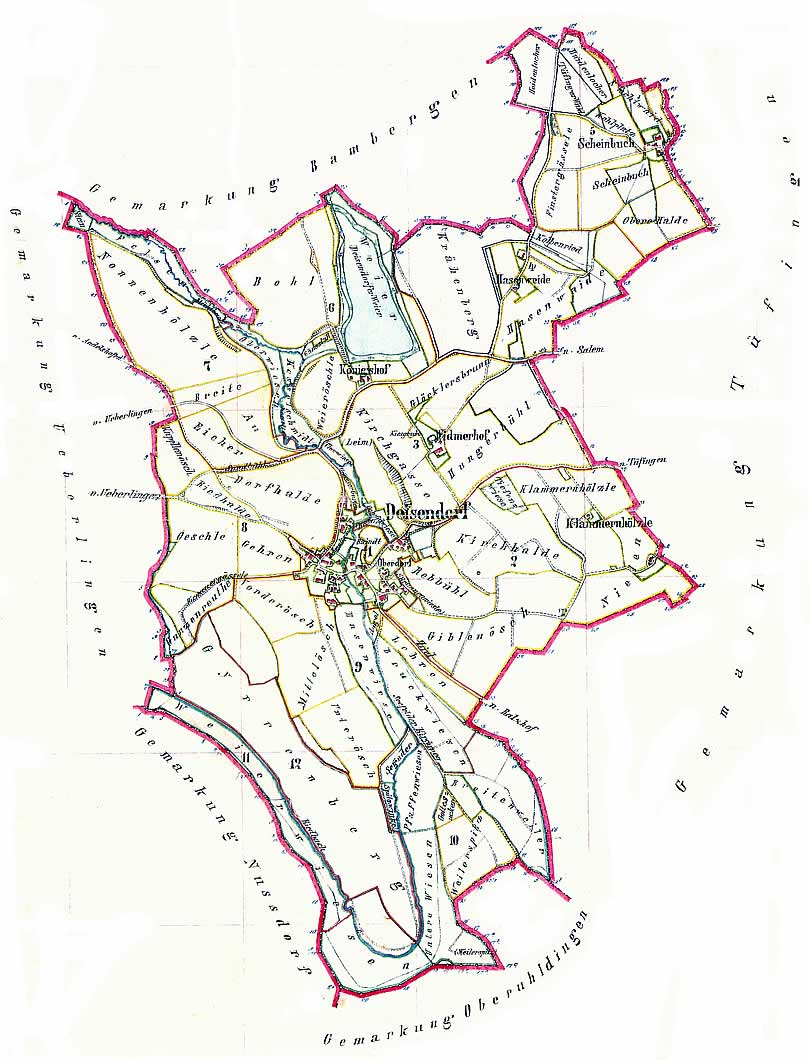
Historische Gemarkungskarte der Gemeinde Deisendorf

Zur alten Gemarkung von Deisendorf gehören die drei Weiler Ziegelei, Hasenweide und Scheinbuch, sowie die Höfe Katharinenhof, Königshof, Restlehof und Widmerhof.
Im Zuge der Gemeindereformen, Anfang der 70er Jahre, verlor Deisendorf seine kommunale Selbständigkeit, und wurde am 1. April 1974 Ortsteil der Großen Kreisstadt Überlingen. Um die Interessenvertretung zu gewährleisten, wurde die Ortsverfassung eingerichtet, d. h. Bürgermeister und Gemeinderat wurden durch Ortsvorsteher und Ortschaftsrat ersetzt. Deisendorf wird heute von sieben Ortschaftsräten, darunter der Ortsvorsteher, gegenüber der Gesamtstadt Überlingen vertreten.

### Wappen
1902 schlug das Generallandesarchiv der Gemeinde Deisendorf ein silbernes Wappen mit einem silbernen Fisch im blauen Wellenschrägbalken vor. Mit dem Wappenbild wird der durch das Dorf fließende fischreiche Riedbach symbolisiert. Die Gemeinde nahm das Wappen 1903 an und führte es als Dienstsiegel bis 1974. Nach der Eingemeindung zur Stadt Überlingen wird das Wappen von der Ortsverwaltung geführt.

### Amann/Vogt (bis 1844)
- 1536: Barthold Hummel
- 1554: Martin Zadeln
- 1666: Hans Bischof (Lorenz)
- 1733: Georg Geiger
- 1793: Martin Glöckler
- 1819: Vogt Ehrenmann

### Bürgermeister (bis 1974)
- 1844–1864: Bgm. Nipp
- 1864–1879: Bgm. Glöckler
- 1879–1901: Johann Felder
- 1901–1919: Bgm. Feiler
- 1919–1924: Bgm. Waldvogel
- 1924–1925: Bgm. Kretzer
- 1925–1934: Josef Müller
- 1934–1945: Xaver Stierle
- 1945–1948: Oskar Hirling
- 1948–1974: Leopold Keller

### Ortsvorsteher (ab 1974)
- 1974–1979: Leopold Keller
- 1979–1999: Franz Förg
- 1999–2009: Isolde Idda
- 2009–2019: Martin Strehl
- ab Juli 2019: Karin Müller[2]

### Einwohnerentwicklung
Die Zahlen von 1852 bis 1970 beruhen auf Volkszählungsergebnissen.
| Jahr          | 1852 | 1871 | 1880 | 1890 | 1900 | 1910 | 1925 | 1933 | 1939 | 1950 | 1956 | 1961 | 1970 | 2014  |
| Einwohnerzahl | 229  | 225  | 217  | 208  | 207  | 198  | 213  | 227  | 218  | 220  | 286  | 314  | 464  | 662   |
| Quelle        |      |      |      |      |      |      |      |      |      |      |      |      |      | [ 4 ] |

## Wirtschaft und Infrastruktur
Die bis zum Zweiten Weltkrieg rein bäuerlich-handwerklich geprägte Gemeinde profiliert sich in jüngerer Zeit vor allem als Ferien- und Ausflugsort. Touristen finden mehrere private Zimmer- und Ferienwohnungsvermieter, sowie umliegende Höfe die „Ferien auf dem Bauernhof“ anbieten, und ihre Erzeugnisse in Höfläden direkt vermarkten. Im Dorf gibt es u. a. ein Kinder- und Jugendheim, eine Privatschule, einen privaten Kindergarten, eine Ziegelei, einen Getränkevertrieb, eine Schreinerei und die Landwirtschaft.

Photovoltaikanlage auf dem Dach der Grundschule

Die Bürgerinitiative „Solargemeinschaft“ initiierte 2002 den Bau einer großen Gemeinschafts-Photovoltaikanlage auf dem Dach der Grundschule und etablierte damit Deisendorf als Energieproduzenten für sauberen Sonnenstrom. 2024 ging die Anlage in den Besitz des privaten Kindergartens über und versorgt diesen nun mit erneuerbarer Energie.

### Verkehr
Von Überlingen, das über die Bundesstraße 31 und mit der Bahn zu erreichen ist, gelangt man über die Landesstraße 200a oder mit dem Bus nach Deisendorf. Die Gemeinde gehört dem Bodensee-Oberschwaben Verkehrsverbund (bodo) an und ist an die Stadtbuslinie 5 angeschlossen.

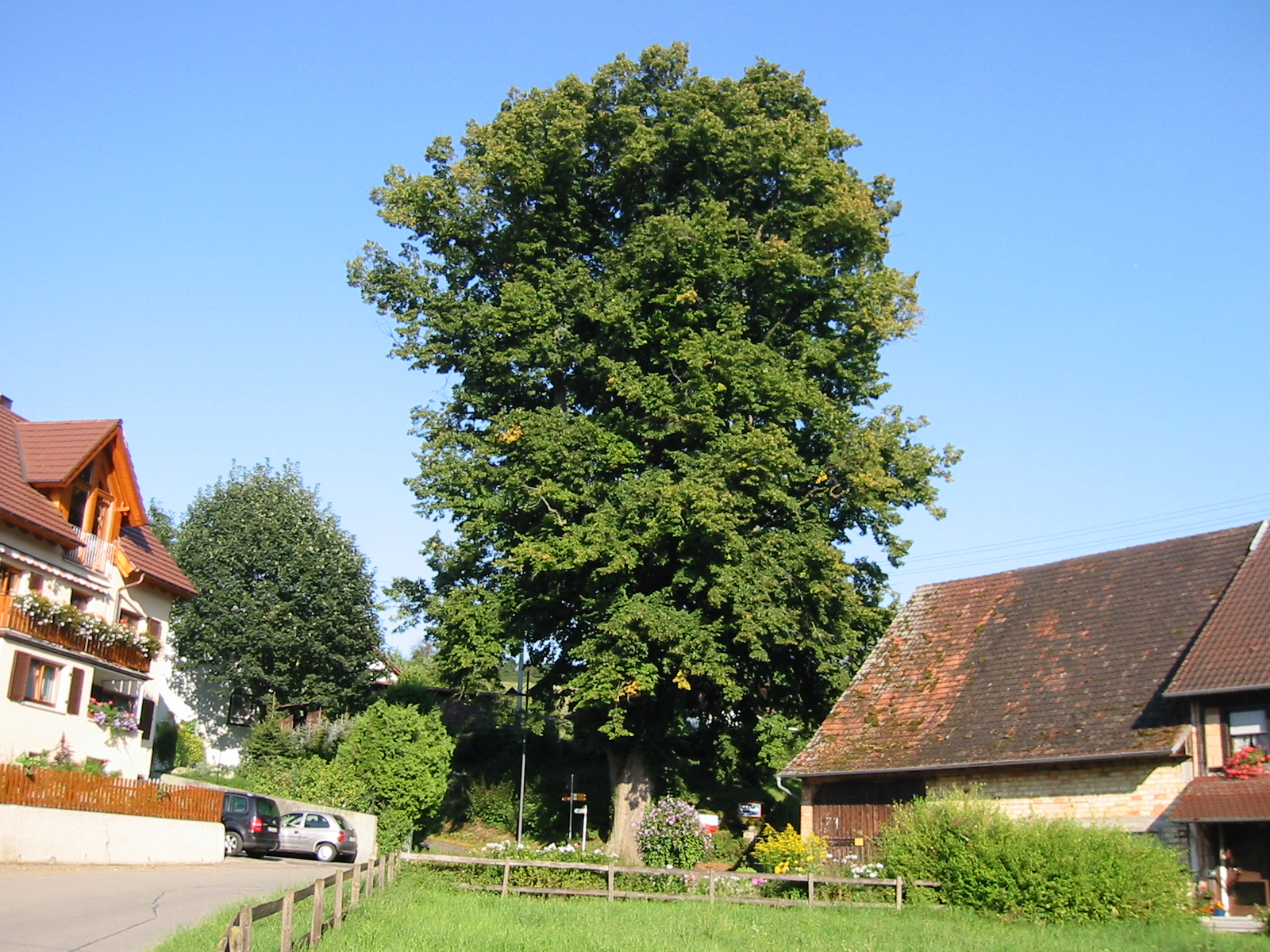
Die mächtige Sommerlinde in Deisendorf

### Bildungseinrichtungen
Der traditionelle Schulstandort Deisendorf (siehe Geschichte) verfügte bis 2018 über eine Grundschule (welche zuletzt zusammen mit dem Überlinger Ortsteil Lippertsreute betrieben wurde), sowie eine staatlich anerkannte Sonderschule für Erziehungshilfe des Linzgau Kinder- und Jugendheims. Außerdem gibt es seit 1997 einen privaten Kindergarten, welcher 2003 um einen Waldkindergarten erweitert wurde. Die ehemalige Grundschule wird inzwischen seit 2015 von einem eigens gegründeten Trägerverein, als Kinderhaus mit mehreren Gruppen und erweitertem Angebot betrieben.

### Freizeit- und Sportanlagen
Ein ehemaliges Schulgebäude wurde in mehreren Schritten, mit großem Engagement der örtlichen Vereine, zum Dorfgemeinschaftshaus umgebaut. In der Nähe der Schule befindet sich ein großer Spielplatz. Sowohl bei der Schule, als auch am Waldrand, südöstlich von Deisendorf befinden sich Fußballplätze. Ein beliebter Grillplatz mit Grillhütte liegt unmittelbar neben Letzterem. Das Idyll am Waldrand entstand in den 70er Jahren, durch die Renaturierung einer früheren Mülldeponie, und wurde nach und nach begrünt und ausgebaut.

## Kultur und Sehenswürdigkeiten

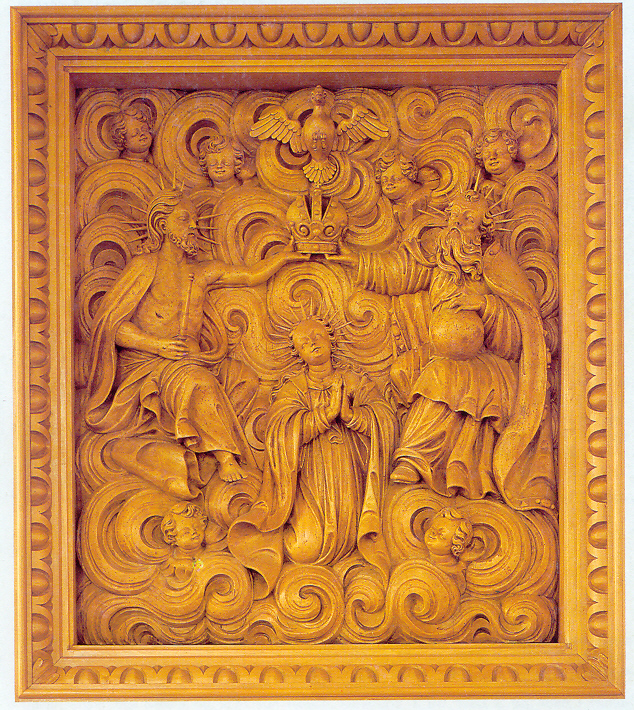
Lindenholzrelief aus dem 16. Jahrhundert in der Kapelle St. Andreas

Sehenswert ist die, zuletzt 1666 wieder aufgebaute, Andreaskapelle am Ende der Kirchgasse im Nordosten. Urkundliche und bauliche Hinweise weisen jedoch auf eine Bauzeit wenigstens Anfang des 13. Jahrhunderts. Der kleine Längsrechteckbau ist einfach gegliedert, mit ungleichmäßigen Seitenfenstern (sowohl von der Form wie der Anzahl), die teilweise erst bei der Renovation 1973 freigelegt werden konnten. Hoch über der Westfassade, mit Portal und Oculus (Rundfenster), sitzt ein Glockendachreiter mit Pyramidenhaube und Kugel mit Kreuz. 1954 erhielt die Kapelle eine Glocke aus der Wallfahrtskirche Birnau, welche 1769 von Leonhard Rosenlächer in „Constantz“ (Konstanz) gegossen wurde. Im Innenraum verdient ein Renaissancealtaraufbau aus Holz, welcher in einem Ölgemälde auf Leinwand die „Krönung Mariens“ darstellt besondere Beachtung. Ein besonderes Juwel ist aber ein spätgotisches Lindenholzrelief (vermutl. aus dem 16. Jahrhundert) mit einer weiteren Darstellung der „Marienkrönung“. Die Art der Gestaltung weist auf einen Breisacher Meister, von welchem nur die Initialen H.L. bekannt sind, und der um 1530 den berühmten Altar von St. Michael in Niederrotweil schuf.

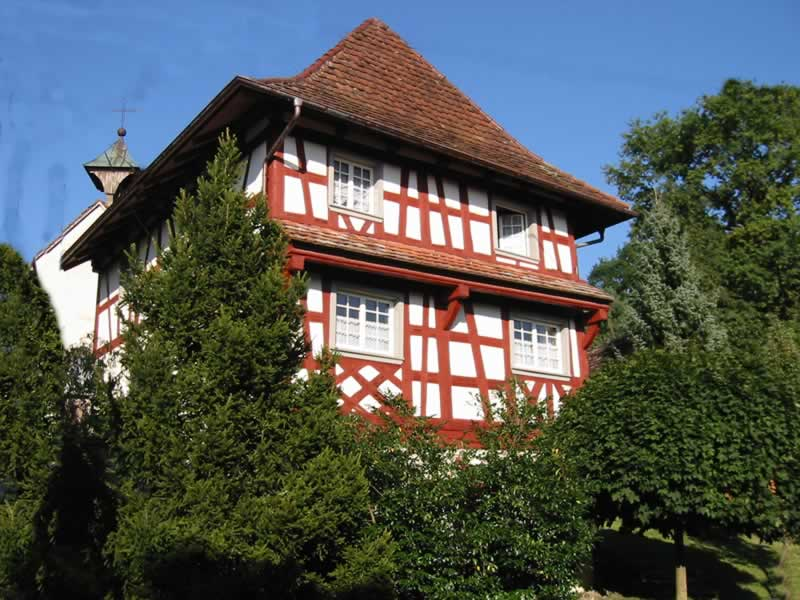
Ausgedinghaus von 1843 in Deisendorf

Direkt daneben steht das Ausgedinghaus – ein 1843 erbautes, eindrucksvolles Fachwerkhaus, welches dem Rektor der Kapelle als Wohnung gedient haben soll.
In der Nähe der Dorfmitte steht ein, als solches ausgewiesenes, Naturdenkmal – eine mächtige Sommerlinde.

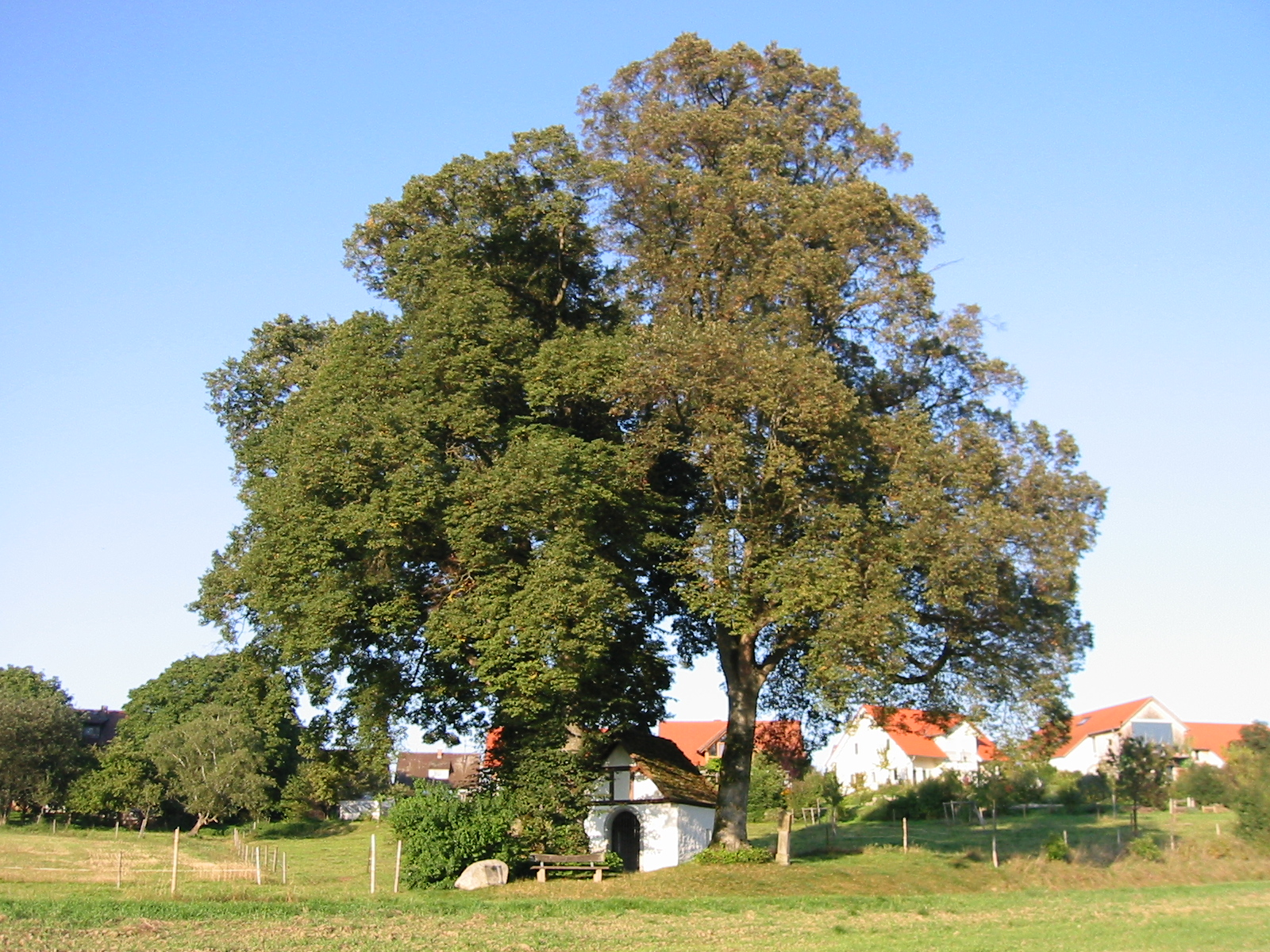
Siechenkapelle in Deisendorf

Ebenfalls erwähnenswert ist die sagenumwobene Siechenkapelle, idyllisch umgeben von drei Linden aus dem Dreikaiserjahr 1888, im Südwesten, an der alten Poststraße Wien-Paris. Zu dieser kleinen Feldkapelle (auch Eißenkapelle oder „Die Ösch“ genannt) wallfahrten früher Leute, die mit Eitergeschwüren behaftet waren, die man im Volksmund auch Eißen nannte. Die Hilfesuchenden stellten dabei einen Reisigbesen in der Kapelle auf. Damit wollte man symbolisch das Abstreifen, das Wegfegen der Krankheit darstellen. Dieser Brauch blieb in Deisendorf noch bis Mitte des vorigen Jahrhunderts erhalten.

Bildhauer Theo Megaw erläutert an Modellen die Entstehung der Nepomuk-Statue

Neben der 2008 sanierten Riedbachbrücke steht eine Statue des Brückenheiligen Nepomuk, welche 2009 von dem damals 80-jährigen südafrikanischen Bildhauer Theo Megaw geschaffen wurde.
Seit 1984 erscheint das „Deisendorfer Blättle“, welches von der Ortsverwaltung Deisendorf herausgegeben, und kostenlos an die Deisendorfer Haushalte verteilt wird. Es wird von einem ehrenamtlich arbeitenden Redaktionsteam monatlich erstellt und informiert über das örtliche Geschehen und das Vereinsleben. 2004 wurde das 20-jährige Bestehen dieses Bürgerengagements in einer Feierstunde gewürdigt, und seit 2005 ist das Informationsblatt auch auf der Homepage des Ortes online abrufbar.
2005 beteiligte sich Überlingen, zusammen mit seinen beiden Ortsteilen Deisendorf und Lippertsreute, bei dem Wettbewerb Entente Florale Deutschland („Unsere Stadt blüht auf“) und erzielte eine Goldmedaille.

### Vereine
Das dörfliche Zusammenleben wird ganz wesentlich durch eine Vielzahl verschiedener Vereine und Organisationen geprägt, welche sich sportlichen, kulturellen, ideellen oder sozialen Zwecken verschrieben haben.
- Förderverein Dorfgemeinschaft Deisendorf: Der 1996 von allen Deisendorfer Vereinen, gemeinsam mit dem Ortschaftsrat, initiierte Förderverein baut, pflegt, saniert und betreibt verschiedene dörfliche Einrichtungen. Er koordiniert Bürgerengagements und war Träger eines privaten Kindergartens (seit 1997) und einer privaten Kinderkrippe (seit 2009). Beides wurde 2015 herausgelöst und in einen eigenen Verein überführt.
- Kinderhaus Storchennest Deisendorf: Nachdem zunächst der örtliche Förderverein über 18 Jahre als "Geburtshelfer" fungiert hatte, wurde die gewachsene und inzwischen gut etablierte Einrichtung 2015 in einen eigenen Verein überführt. Dieser ist nun Träger des privaten Kindergartens mit verschiedenen Gruppen und Angeboten.
- Freiwillige Feuerwehr: 1895 wurde erstmals eine Feuerwehr zur Brandbekämpfung urkundlich erwähnt. Ausgestattet mit einem modernen Tragkraftspritzenfahrzeug TSF-W umfasst das Einsatzgebiet der Feuerwehrabteilung heute, neben Deisendorf, auch das Überlinger Industriegebiet Heiligenbreite.
- Musikverein »Harmonie« Lippertsreute: In der seit 1861 bestehenden Musikkapelle und der 1976 gegründeten Jugendkapelle musizieren aktive Mitglieder aus Bambergen, Deisendorf, Tüfingen und Lippertsreute. In allen Vereinsorten betreibt der Verein eine engagierte, mehrfach ausgezeichnete, instrumentale Jugendarbeit.
- Narrenverein Katzedopeschliefer Disedorf: Der Narrenverein wird alljährlich zur Fasnet, der sog. fünften Jahreszeit der Alemannen, aktiv. Er besteht aus dem Elferrat mit Narrebolizei und Narreneltern sowie aus den zwei Maskengruppen Katzen und Schliefer und pflegt das närrische Brauchtum im Dorf.
- Soldatenkameradschaft Deisendorf: In dem 1882 gegründeten Verein sind Mitglieder aus Deisendorf und den umliegenden Orten organisiert. Vereinsziele sind, neben der Pflege der Kameradschaft, die Erhaltung von Frieden und Demokratie sowie das Kriegergedenken und die Kriegsgräberpflege.
- Sportverein Deisendorf-Bambergen: Der Verein wurde als Fußballclub gegründet. Er widmet sich inzwischen aber auch dem Bergwandern in der Region und in den nahegelegenen Alpen.
- Club der Kameraden: Der Club widmet sich seit 1984 der Pflege der Geselligkeit und des Gesangs und organisiert alljährlich eine Vatertagswanderung.

### Naturdenkmäler
- Birnbaum am Königshof mit einem Brusthöhenumfang von 4,23 m (2015).[5]